# Serie A 1960 (pallavolo femminile)
La Serie A femminile FIPAV 1960 fu la 15ª edizione del principale torneo pallavolistico italiano femminile organizzato dalla FIPAV.

## Regolamento e avvenimenti
Al torneo dovevano partecipare complessivamente 16 squadre, 12 delle quali, suddivise in due gironi disputati in un unico concentramento con gare uniche di massimo tre set, avrebbero dovuto disputare una fase interregionale. In realtà, agli interregionali presero parte solamente sei squadre (nel girone A rinunciarono La Cupola Reggio Emilia e Sant'Anna Genova, nel girone B si ritirarono Dipendenti Comunali Napoli, De Vialar Firenze, Gruppostudi Firenze e Fari Palermo) e le sole gare del girone A furono disputate, a Brescia, il 1º febbraio 1960.
Il girone finale, a cui erano ammesse le quattro squadre che si erano comportate meglio nella stagione precedente, fu zoppo per la rinuncia dell'Audax Modena. Le gare della seconda fase si disputarono a Ravenna il 26 e il 27 febbraio 1960; il titolo fu conquistato dalla Casa Lampada Trieste.

## Prima fase

### Girone A

#### Classifica
| Pos. | Squadra                  | Pt | G | V | P | SV | SP |
| ---- | ------------------------ | -- | - | - | - | -- | -- |
| 1.   | Agi Gorizia              | 6  | 3 | 3 | 0 | 6  | 0  |
| 2.   | Saves Alessandria        | 4  | 3 | 2 | 1 | 4  | 3  |
| 3.   | Villaggio Sereno Trieste | 2  | 3 | 1 | 2 | 3  | 4  |
| 4.   | Giovane Pinerolo         | 0  | 3 | 0 | 3 | 0  | 6  |

| Ammesse alla fase finale |

#### Risultati
|  | Alessandria-Pinerolo | 2-0 |  | Gorizia-Trieste  | 2-0 |
|  | Alessandria-Trieste  | 2-1 |  | Gorizia-Pinerolo | 2-0 |
|  | Gorizia-Alessandria  | 2-0 |  | Trieste-Pinerolo | 2-0 |

### Girone B
Ammesse direttamente alla fase finale: Cabassi Modena e Volley Palermo.

## Fase finale

### Classifica
| Pos. | Squadra                  | Pt | G | V | P | SV | SP |
| ---- | ------------------------ | -- | - | - | - | -- | -- |
| 1.   | Casa Lampada Trieste     | 12 | 6 | 6 | 0 | 12 | 1  |
| 2.   | Saves Alessandria        | 8  | 6 | 4 | 2 | 9  | 5  |
| 3.   | Sestese Sesto Fiorentino | 6  | 6 | 3 | 3 | 8  | 8  |
| 4.   | Volley Palermo           | 6  | 6 | 3 | 3 | 7  | 7  |
| 5.   | Indomita Modena          | 6  | 6 | 3 | 3 | 7  | 8  |
| 6.   | Agi Gorizia              | 4  | 6 | 2 | 4 | 5  | 9  |
| 7.   | Cabassi Modena           | 0  | 6 | 0 | 6 | 2  | 12 |

| Campione d'Italia |

### Risultati

#### Tabellone
|                  | Alessandria | Gorizia | Modena Cabassi | Modena Indomita | Palermo | Sesto Fiorentino | Trieste |
| ---------------- | ----------- | ------- | -------------- | --------------- | ------- | ---------------- | ------- |
| Alessandria      | XXX         | 2-0     | 2-0            | 2-0             | 2-1     | –                | –       |
| Gorizia          | –           | XXX     | 2-0            | –               | –       | 2-1              | –       |
| Modena Cabassi   | –           | –       | XXX            | –               | –       | –                | –       |
| Modena Indomita  | –           | 2-1     | 2-1            | XXX             | 2-0     | –                | –       |
| Palermo          | –           | 2-0     | 2-0            | –               | XXX     | 2-1              | –       |
| Sesto Fiorentino | 2-1         | –       | 2-1            | 2-0             | –       | XXX              | –       |
| Trieste          | 2-0         | 2-0     | 2-0            | 2-1             | 2-0     | 2-0              | XXX     |

## Fonti
- Filippo Grassia e Claudio Palmigiano (a cura di). Almanacco illustrato del volley 1987. Modena, Panini, 1986.